# Coscineuscelus pulchellus
Coscineuscelus pulchellus is een keversoort uit de familie bladrolkevers (Attelabidae). De wetenschappelijke naam van de soort werd in 1870 gepubliceerd door Suffrian.